# Пьедра
Пьедра (англ. Piedra River) — река в США, в юго-западной части штата Колорадо. Правый приток реки Сан-Хуан, которая в свою очередь является притоком реки Колорадо. Длина составляет 64 км; площадь бассейна — 1770 км².
Река берёт начало в районе горного хребта Сан-Хуан, как слияние двух верховий: Ист-Форк и Мидл-Форк. Мидл-Форк начинается в чашеобразной долине, на территории национального леса Сан-Хуан и течёт в южном направлении, сливаясь с Ист-Форк через 20,1 км. Ист-Форк вытекает из маленького озера на территории национального леса Рио-Гранде и сливается с рекой Мидл-Форк через 18 км. Река Пьедра спускается в каньон, где она принимает притоки О’Нил (слева) и Уильямс, Уэймуч и Санд (справа). Далее Пьедра принимает приток Фёст-Форк-Пьедра, от слияния с которым река поворачивает на юг. Далее Пьедра принимает ещё несколько небольших притоков и отклоняется на юго-запад. Впадает в реку Сан-Хуан в районе водохранилища Навахо, вблизи границы со штатом Нью-Мексико.
Название реки происходит от испанского слова «piedra», которое переводится как «камень».